# Fabrice Ondoa
Joseph Fabrice Ondoa Ebogo (Yaoundé, 24 de desembre de 1995) és un futbolista camerunès, que juga com a porter.
Després d'haver debutat el 2014 amb 18 anys, va representar el Camerun en dos tornejos de la Copa Àfrica de Nacions, i va guanyar l'edició del 2017.

## Carrera de club
Nascut a Yaoundé, Ondoa es va incorporar al FC Barcelona el 2009, als 13 anys, després d'iniciar-se a la Fundació Samuel Eto'o. Va progressar pel juvenil del club, i va renovar el seu vincle amb els catalans fins al 2017 el 2014.
El juny de 2014, Ondoa va ascendir al filial de Segona Divisió. No obstant això, només va ser utilitzat com a suplent d'Adrià Ortolà durant la campanya.
El 7 de gener de 2016, Ondoa va signar un contracte de tres anys i mig amb el Gimnàstic de Tarragona també a segon nivell, després de rescindir la seva vinculació amb el Barça. Va ser adscrit al seu equip filial, el CF Pobla de Mafumet de tercera divisió, i va debutar en el club sènior tres dies després en una derrota per 3-2 contra el CF Reus Deportiu.
El 17 d'agost de 2016, Ondoa va ser cedit al Sevilla Atlètic de segona categoria per un any. Suplent de Churripi, va debutar en el club com a professional el 18 de març de 2017 en la victòria per 2-1 al Real Saragossa, en la qual va ser castigat per perdre el temps en concedir un tir lliure a l'àrea mercès al qual va marcar Edu García; quan faltaven dos minuts, va ser expulsat per falta amb totes les substitucions fetes, i el defensa debutant José María Amo el va haver de substituir a la porteria.
L'11 de maig de 2017, Ondoa va fitxar pels andalusos fins al 2020, ja que el club va exercir la seva clàusula de compra. Després de patir el descens, va signar un contracte de quatre anys amb el KV Oostende belga.
El desembre del 2020, KV Oostende va decidir acomiadar el seu porter per fer una festa durant el confinament. Dos mesos més tard, Ondoa va trobar refugi al Deportivo Alavés, que immediatament el va cedir al club croat NK Istra 1961.

## Carrera internacional
El 24 d'agost de 2014, Ondoa va ser convocat amb el Camerun per als partits contra la RD Congo i la Costa d'Ivori. Tretze dies més tard va fer el seu debut internacional, com a titular en una victòria per 2-0 contra el primer, i després va ser elogiat pel tècnic Volker Finke.
Ondoa i el seu company d'equip del Barcelona Macky Bagnack van ser inclosos a la plantilla de 23 jugadors per a la Copa d'Àfrica de Nacions 2015. Va jugar els seus tres partits al torneig de Guinea Equatorial, en què l'equip va quedar l'últim del seu grup .
A la Copa d'Àfrica de Nacions de Gabon 2017, Ondoa va tornar a ser el porter indiscutible dels Lleons Indomables. Va ser l'home del partit en la victòria dels quarts de final davant el Senegal, en què va salvar l'intent decisiu de Sadio Mané a la tanda de penals. El Camerun va guanyar el títol amb una victòria per 2-1 sobre Egipte a la final, i va ser escollit a l'Equip del Torneig.

## Vida personal
El seu cosí, André Onana, també juga de porter de l'Ajax.

## Palmarès
Barcelona
- UEFA Youth League: 2013–14[17]

Camerun
- Copa d'Àfrica de Nacions:2017[18]